# Тівадар Каніжа
Тівадар Каніжа (угор. Tivadar Kanizsa, 4 квітня 1933 — 4 листопада 1975) — угорський ватерполіст.
Учасник Олімпійських Ігор 1956, 1960, 1964 років.
Олімпійський чемпіон 1956, 1964 років.
Бронзовий призер Олімпійських ігор 1960 року.